# George Willard

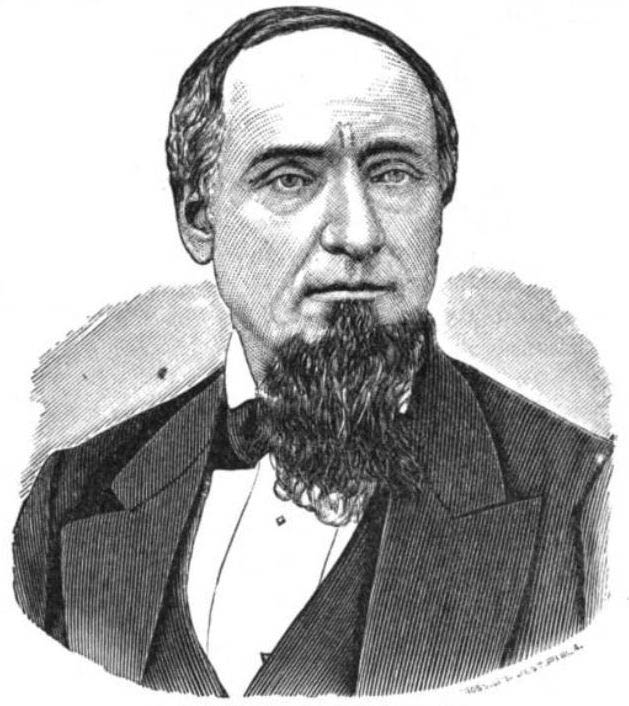
George Willard, Gravur von 1874

George Willard (* 20. März 1824 in Bolton, Chittenden County, Vermont; † 26. März 1901 in Battle Creek, Michigan) war ein US-amerikanischer Politiker. Zwischen 1873 und 1877 vertrat er den Bundesstaat Michigan im US-Repräsentantenhaus.

## Werdegang
George Willard besuchte einerseits öffentliche Schulen und wurde andererseits auch von seinem Vater privat unterrichtet. Im Jahr 1836 kam er mit seinen Eltern nach Battle Creek im Michigan-Territorium. Danach studierte Willard bis 1844 am Kalamazoo College. Anschließend unterrichtete er als Lehrer. Nach einem Theologiestudium und seiner im Jahr 1848 erfolgten Ordination als Geistlicher der Episkopalkirche begann er auch in diesem Beruf zu arbeiten. Bis 1863 war er in Kirchen in Coldwater, Battle Creek und Kalamazoo tätig. In den Jahren 1863 und 1864 unterrichtete er das Fach Latein am Kalamazoo College. In der Folgezeit stieg er in Battle Creek in das Zeitungsgeschäft ein.
Politisch war Willard Mitglied der Republikanischen Partei. Zwischen 1857 und 1863 gehörte er dem Bildungsausschuss des Staates Michigan an; von 1863 bis 1872 war er Vorstandsmitglied der University of Michigan in Ann Arbor. In den Jahren 1866 und 1867 saß Willard als Abgeordneter im Repräsentantenhaus von Michigan. 1867 war er auch Mitglied einer Versammlung zur Überarbeitung der Staatsverfassung. Im Jahr 1872 war er Delegierter zur Republican National Convention in Philadelphia, auf der Präsident Ulysses S. Grant zur Wiederwahl nominiert wurde. Bei den Kongresswahlen des Jahres 1872 wurde Willard im dritten Wahlbezirk von Michigan in das US-Repräsentantenhaus in Washington, D.C. gewählt, wo er am 4. März 1873 die Nachfolge von Austin Blair antrat. Nach einer Wiederwahl im Jahr 1874 konnte er bis zum 3. März 1877 zwei Legislaturperioden im Kongress absolvieren.
Im Jahr 1876 verzichtete George Willard auf eine weitere Kongresskandidatur. Nach seinem Ausscheiden aus dem US-Repräsentantenhaus nahm er seine früheren Tätigkeiten im Zeitungsgeschäft wieder auf. Bis zu seinem Tod am 26. März 1901 war er Verleger und Herausgeber des „Battle Creek Journal“.